# Yuri Malyshev (remero)
Yuri Malyshev –en ruso, Юрий Малышев– (1 de febrero de 1947) es un deportista soviético que compitió en remo. Participó en los Juegos Olímpicos de Múnich 1972, obteniendo una medalla de oro en la prueba de scull individual.

## Palmarés internacional
| Juegos Olímpicos | Juegos Olímpicos | Juegos Olímpicos | Juegos Olímpicos |
| Año              | Lugar            | Medalla          | Prueba           |
| ---------------- | ---------------- | ---------------- | ---------------- |
| 1972             | Múnich (RFA)     | Medalla de oro   | Scull individual |